# Buddy Hackett
Pour les articles homonymes, voir Hackett.
Buddy Hackett est un acteur et humoriste américain né le 31 août 1924 à Brooklyn, New York (États-Unis), mort le 30 juin 2003 à Los Angeles (Californie).
Il est à l'origine de la fameuse légende urbaine concernant Neil Armstrong et la fameuse phrase "bonne chance, Mr. Gorsky" qu'il aurait (mais qu'il n'a pas) prononcée à la fin de son expédition sur la lune. Il est également connu pour le rôle de Séraphin Steinmetz dans Un amour de coccinelle.

## Filmographie
- 1949 : School House (en) (série télévisée)
- 1953 : Les Yeux de ma mie (Walking My Baby Back Home) de Lloyd Bacon : Blimp Edwards
- 1954 : Fireman Save My Child (en) de Leslie Goodwins : Smokey Hinkle
- 1955 : Max Liebman Presents: Variety (TV) : Guest
- 1956 : Stanley (série télévisée) (en) : Stanley Peck (1956-1957)
- 1958 : Le Petit Arpent du bon Dieu (God's Little Acre) de Anthony Mann : Pluto Swint, Sheriff Candidate
- 1961 : The Shoes : The Man
- 1961 : Une blonde à l'abordage (All Hands on Deck) de Norman Taurog : Garfield
- 1961 : Everything's Ducky de Don Taylor : Adm. John Paul Jones
- 1962 : The Music Man de Morton DaCosta : Marcellus Washburn
- 1962 : Les Amours enchantées (The Wonderful World of the Brothers Grimm) de George Pal : Hans ('The Singing Bone')
- 1963 : Un monde fou, fou, fou, fou (It's a Mad Mad Mad Mad World) de Stanley Kramer : Benjy Benjamin
- 1964 : Muscle Beach Party de William Asher : S.Z. Matts (rich business manager)
- 1964 : The Golden Head de Richard Thorpe : Lionel Pack
- 1968 : Un amour de Coccinelle (The Love Bug) de Robert Stevenson : Tennessee Steinmetz
- 1969 : Un homme fait la loi (The Good Guys and the Bad Guys) de Burt Kennedy : Ed (townsman)
- 1978 : Bud and Lou (TV) : Lou Costello
- 1979 : Jack Frost (en) (TV) : Pardon-Me-Pete (Groundhog) (voix)
- 1980 : Hey Babe! de Rafal Zielinski (en) : Sammy Cohen
- 1982-1983 : L'Homme qui tombe à pic (série télévisée) s01e12 (Les Aventures d'Ozzie et Harold) Ozzie, s02e13 (Une histoire de fou) Ozzie/Harold Stanford
- 1988 : Fantômes en fête (Scrooged) de Richard Donner : Scrooge
- 1989 : La Petite Sirène (The Little Mermaid) de John Musker et Ron Clements : Scuttle (voix)
- 1992 : Mouse Soup : Mouse (voix)
- 1992 : Inspecteur Poisson (Fish Police) (série télévisée) : Crabby (voix)
- 1998 : Paulie, le perroquet qui parlait trop (Paulie) : Artie
- 2000 : La Petite Sirène 2 (The Little Mermaid II: Return to the Sea) (vidéo) : Scuttle (voix)